# 겟코인
겟코인(일본어: 月光院, 1685년(조쿄(貞享)) - 1752년 10월 25일(호레키(宝暦) 2년 9월 19일))은 일본 에도 바쿠후(江戸幕府) 6대 쇼군인 도쿠가와 이에노부(徳川家宣)의 측실로, 7대 쇼군 도쿠가와 이에쓰구(徳川家継)의 생모이다. 본명은 키요(喜世)이며, 이 외에도 사쿄노 쓰보네(左京の局) 혹은 데루코(輝子)로도 불렸다.

## 생애
아버지는 가가번(加賀藩)의 번사(藩士)로 아사쿠사(浅草) 유이넨지(唯念寺)의 주지였던 가쓰다(勝田玄哲)이며, 어머니는 와다 나오자에몬(和田治左衛門)의 딸이다. 교코쿠(京極), 도자와(戸沢) 가문을 거친 뒤 4대 쇼군인 도쿠가와 이에쓰나(徳川家綱)의 유모 야지마노 쓰보네(矢島局)의 양자인 야지마 지다유(矢島治太夫)의 양녀 신분으로 당시 고후 번주인 도쿠가와 쓰나도요(후일의 6대 쇼군 도쿠가와 이에노부)의 거처인 사쿠라다 어전(桜田御殿)에서 봉직하였다.
1704년 이에노부의 눈에 들어 측실이 되었다. 같은 해 12월 이에노부가 5대 쇼군인 도쿠가와 쓰나요시(徳川綱吉)의 정식 상속인으로 인정받아 에도성(江戸城) 니시노마루(西の丸)에 들면서 이에노부의 정실 덴에이인(天英院) 등과 함께 이에노부를 따라 에도성에 입성하였다. 이에노부는 1709년 정식으로 6대 쇼군으로 취임하였다.
같은 해 7월 후일 7대 쇼군 도쿠가와 이에쓰구가 되는 아들 나베마쓰(鍋松)를 출산하여 사쿄노 쓰보네(左京の局)라는 이름을 받았다. 이에노부에게는 이미 측실 렌죠인(蓮浄院)이 낳은 아들 다이고로(大五郎)가 생존해 있었으나 1710년 다이고로가 3세로 요절하면서 나베마쓰가 후계자가 되었다. 2년 후인 1712년 이에노부가 사망하자 삭발하고 원호를 겟코인(月光院)이라 하였다. 다음 해 1713년 이에쓰구가 정식으로 7대 쇼군에 취임하면서 조정으로부터 종 3위(従三位)의 관직을 받았다.
선대인 이에노부 시절부터의 총신(寵臣)인 마나베 아키후사(間部詮房)에게 지나치게 의존하여 마나베의 전횡을 허용하였다는 비난을 받았다. 또한 겟코인과의 상의를 위해서라는 명분 하에 남성이 함부로 출입할 수 없는 오오쿠에 빈번하게 출입하고 겟코인과 같은 고타쓰에 앉는 등 지나치게 스스럼 없는 마나베의 행동으로 인해 쇼군 이에쓰구조차 「마치 아키후사가 쇼군 같다」라고 말하는 등 논란이 일어나기도 하였다. 일각에서는 겟코인과 마나베가 사쿠라다 어전 시절부터 친밀한 관계였으며, 이에쓰구의 아명인 나베마쓰(鍋松)의 '나베'가 마나베(間部)의 '나베'와 발음이 같은 점을 들어 이에쓰구가 선대 쇼군 이에노부의 아들이 아닐 수도 있다는 주장을 내세웠으나 이는 신빙성이 낮다.
1714년 에지마 이쿠시마 사건(江島生島事件)으로 오른팔이었던 에지마를 잃었다.
1716년 이에쓰구가 감기가 악화되어 사망하였다. 이에쓰구의 급작스러운 병세 악화와 사망 원인으로는 겟코인이 감기에 걸려 있던 이에쓰구에게 무리하게 노가쿠 관람을 시킨 탓이라는 설도 있다. 이후 선대 쇼군 이에노부의 유언이었다는 명목 하에 기슈 도쿠가와 가문의 도쿠가와 요시무네(徳川吉宗)가 8대 쇼군으로 취임하였다.
1751년 68세로 사망하였다.